# Piotr Celeban
Piotr Celeban (Stettino, 25 giugno 1985) è un ex calciatore polacco, di ruolo difensore.

## Biografia
Ha un fratello, Adam, che gioca nel Pogoń Stettino.

## Carriera

### Club
Debutta nel maggio del 2005 contro il Górnik Łęczna.

### Nazionale
Debutta con la Nazionale il 14 dicembre 2008 nella vittoria fuori casa per 0-1 contro la Serbia.

## Statistiche

### Cronologia presenze e reti in Nazionale
| Cronologia completa delle presenze e delle reti in nazionale ― Polonia | Cronologia completa delle presenze e delle reti in nazionale ― Polonia | Cronologia completa delle presenze e delle reti in nazionale ― Polonia | Cronologia completa delle presenze e delle reti in nazionale ― Polonia | Cronologia completa delle presenze e delle reti in nazionale ― Polonia | Cronologia completa delle presenze e delle reti in nazionale ― Polonia | Cronologia completa delle presenze e delle reti in nazionale ― Polonia | Cronologia completa delle presenze e delle reti in nazionale ― Polonia |
| Data                                                                   | Città                                                                  | In casa                                                                | Risultato                                                              | Ospiti                                                                 | Competizione                                                           | Reti                                                                   | Note                                                                   |
| ---------------------------------------------------------------------- | ---------------------------------------------------------------------- | ---------------------------------------------------------------------- | ---------------------------------------------------------------------- | ---------------------------------------------------------------------- | ---------------------------------------------------------------------- | ---------------------------------------------------------------------- | ---------------------------------------------------------------------- |
| 14-12-2008                                                             | Antalya                                                                | Serbia                                                                 | 0 – 1                                                                  | Polonia                                                                | Amichevole                                                             | -                                                                      | 56’                                                                    |
| 7-2-2009                                                               | Faro                                                                   | Lituania                                                               | 1 – 1                                                                  | Polonia                                                                | Amichevole                                                             | -                                                                      |                                                                        |
| 10-12-2010                                                             | Antalya                                                                | Bosnia ed Erzegovina                                                   | 2 – 2                                                                  | Polonia                                                                | Amichevole                                                             | -                                                                      | 62’                                                                    |
| 6-2-2011                                                               | Vila Real de Santo Antonio                                             | Polonia                                                                | 1 – 0                                                                  | Moldavia                                                               | Amichevole                                                             | -                                                                      |                                                                        |
| 16-12-2011                                                             | Antalya                                                                | Polonia                                                                | 1 – 0                                                                  | Bosnia ed Erzegovina                                                   | Amichevole                                                             | -                                                                      |                                                                        |
| 14-8-2013                                                              | Danzica                                                                | Polonia                                                                | 3 – 2                                                                  | Danimarca                                                              | Amichevole                                                             | -                                                                      | 76’                                                                    |
| 10-9-2013                                                              | Serravalle                                                             | San Marino                                                             | 1 – 5                                                                  | Polonia                                                                | Qual. Mondiali 2014                                                    | -                                                                      |                                                                        |
| 15-10-2013                                                             | Londra                                                                 | Inghilterra                                                            | 2 – 0                                                                  | Polonia                                                                | Qual. Mondiali 2014                                                    | -                                                                      |                                                                        |
| 19-11-2013                                                             | Poznań                                                                 | Polonia                                                                | 0 – 0                                                                  | Irlanda                                                                | Amichevole                                                             | -                                                                      |                                                                        |
| Totale                                                                 |                                                                        | Presenze                                                               | 9                                                                      |                                                                        | Reti                                                                   | 0                                                                      |                                                                        |

| Cronologia completa delle presenze e delle reti in nazionale (partite non ufficiali) ― Polonia | Cronologia completa delle presenze e delle reti in nazionale (partite non ufficiali) ― Polonia | Cronologia completa delle presenze e delle reti in nazionale (partite non ufficiali) ― Polonia | Cronologia completa delle presenze e delle reti in nazionale (partite non ufficiali) ― Polonia | Cronologia completa delle presenze e delle reti in nazionale (partite non ufficiali) ― Polonia | Cronologia completa delle presenze e delle reti in nazionale (partite non ufficiali) ― Polonia | Cronologia completa delle presenze e delle reti in nazionale (partite non ufficiali) ― Polonia | Cronologia completa delle presenze e delle reti in nazionale (partite non ufficiali) ― Polonia |
| Data                                                                                           | Città                                                                                          | In casa                                                                                        | Risultato                                                                                      | Ospiti                                                                                         | Competizione                                                                                   | Reti                                                                                           | Note                                                                                           |
| ---------------------------------------------------------------------------------------------- | ---------------------------------------------------------------------------------------------- | ---------------------------------------------------------------------------------------------- | ---------------------------------------------------------------------------------------------- | ---------------------------------------------------------------------------------------------- | ---------------------------------------------------------------------------------------------- | ---------------------------------------------------------------------------------------------- | ---------------------------------------------------------------------------------------------- |
| 2-2-2013                                                                                       | Malaga                                                                                         | Romania                                                                                        | 1 – 4                                                                                          | Polonia                                                                                        | Amichevole                                                                                     | -                                                                                              |                                                                                                |
| Totale                                                                                         |                                                                                                | Presenze                                                                                       | 1                                                                                              |                                                                                                | Reti                                                                                           | 0                                                                                              |                                                                                                |

## Palmarès

### Club

#### Competizioni nazionali
- Ekstraklasa: 1

Śląsk Breslavia: 2011-2012